# Эмад Мотеаб
Эма́д Моха́мед Абд-эль-Наби Ибрахи́м (араб. عماد محمد عبد النبي إبراهيم متعب‎; 20 февраля 1983, Шаркия) — египетский футболист, игравший на позиции нападающего.

## Карьера
Воспитанник клуба «Аль-Ахли». За него Эмад Мотеаб провёл более 200 матчей в различных турнирах и выиграл 20 титулов. Сезон 2008/09 он провёл в аренде, в команде из Саудовской Аравии «Аль-Иттихад». В её составе Мотеаб стал чемпионом страны.
В составе сборной Египта Мотеаб три раза выигрывал Кубок африканских наций, Панарабские игры 2007, а также участвовал в Олимпийских играх 2012 года.

## Достижения
«Аль-Ахли»
- Чемпион Египта (6): 2004/05, 2005/06, 2006/07, 2007/08, 2009/10, 2010/11
- Обладатель Кубка Египта (2): 2005/06, 2006/07
- Обладатель Суперкубка Египта (4): 2005, 2006, 2007, 2008
- Победитель Лиги чемпионов КАФ (4): 2005, 2006, 2012, 2013
- Обладатель Суперкубка КАФ (4): 2006, 2007, 2013, 2014

 «Аль-Иттихад»
- Чемпион Саудовской Аравии: 2008/09